# 盈科堂
盈科堂（えいかどう）は、江戸時代の下総国・古河藩（茨城県・古河市）にあった藩校。土井家が唐津藩主の時代に創設され、のちの古河移封に伴って移転した。

## 歴史
享保9年（1724年）、肥前国・唐津藩主の土井利実により、藩士子弟教育のため唐津城内に創設された。講堂に掲げられた利実直筆の「盈科堂創設の記」によれば、校名の由来は『孟子』の言葉「流水為物也、不盈科不行、君子之志於道也、不成章不達」（水が穴を満たした後に流れ進んで行く様に、学問も順を追って進むべきである・・・）である。 「盈」は満たす、「科」はくぼんだ所を意味する。
宝暦12年（1762年）、土井利里が藩主のとき、下総・古河に移封となり、盈科堂も移転した。古河は土井家が天和元年（1681年）まで藩主だった故地である。当初は古河城内の桜町にあったが、安政6年（1859年）、追手門前の古河城下・片町 に校舎を新築・移設。 　「表門は四ツ脚門、玄関は破風造り、広い講堂があり、講堂には上段の間も設けられ、又教師の詰め所も、子弟の寄宿部屋の設けさえあって・・・瓦葺白亜塗りの豪勢な建築」 であった。なお、武芸稽古の「教武場」も隣接し、玄関を並べていた。
明治4年（1871年）、廃藩置県により藩校は廃止される。しかし、その校舎は明治5年（1872年）の「学制」頒布後も、旧藩士子弟のための「士族校」として引き続き利用された。なお、町民の小学校は「市街校」と呼ばれ、町内の寺院・尊勝院内に設けられている。明治7年（1874年）、「甲学校」と改称。明治10年（1877年）、各小学校を統合し「古河小学校」が設立された際には、その本校として明治16年（1883年）の新校舎完成まで使用された。
ちなみに明治32年（1899年）、中等教育機関として「私立盈科学校」が古河町内の西代官町に設立され、校名が継承されている。　昭和11年（1936年）、白壁町から原町に移転したとき、新しく設けられた弓道場には、旧藩校から受け継がれた藩主直筆による勧学の扁額が掲げられていた。しかし、この新しい「盈科」学校も、昭和19年（1944年）、戦争により生活が圧迫された時期に廃止された。　

## 教育内容
授業は午前8時頃から正午まで行われていた。大学・中庸・論語・孟子および易・書・詩・礼・春秋の四書五経、左氏伝、国語・蒙求・十八史略・史記・前漢書・後漢書・三国志・晋書、通鑑綱目、資治通鑑などを用いて、儒学・中国史などを学び、無点の唐本をすらすらと読み上げられるようになると、学業を成就したと認められた。年に二回、春と秋に試験が行われ、藩主も古河在城のときには臨席していた。 　
創立当初は、山崎闇斎・崎門学派の稲葉迂斎が校長だったが、やがて古学、さらにのちには朱子学が中心になった。なお、寛政2年（1790年）、老中・松平定信により発令された異学の禁により朱子学が正学とされ、諸藩の藩校でも朱子学が中心になるが、その2 年後には藩主・土井利厚が自筆の扁額・「学館記」を盈科堂に掲げ、藩士に自主的な勉学を勧めている。
また、古河藩では家老・鷹見泉石に代表されるように、 洋学が盛んであったが、藩校では教えておらず、各自が独学で自主的に身に付けていた。

## 主な教官
- 原双桂： 享保3年（1718年）生まれ。京都の人。古学・伊藤仁斎派に属し、伊藤東涯に学んだ。医師でもあった。 延喜2年（1745年）、藩主・土井利里が京都所司代のときに招聘し、18年間、教官を務めた。[10]
- 恩田鶴城： 元文3年（1738年）生まれ。古河の人。原双桂門下。安永4年（1775年）、藩主・土井利厚が教官に任じた。[10]
- 小高益卿： 天明4年（1784年）生まれ。古河の人。恩田鶴城に学んだが、朱子学派の立場をとった。兵法にも詳しかった。藩主・土井利厚、および、土井利位に仕えた。[10]
- 小高葛城： 小高益卿の長男。朱子学者。幕末に教官となり、廃校になるまで務めた。藩主・土井利則、および、土井利与に仕えた。[10] [3]